# Magdalena Klimek-Ochab
Magdalena Klimek-Ochab z d. Klimek (ur. 24 marca 1974 w Krośnie) – polska biotechnolog, biochemik i nauczyciel akademicki.

## Życiorys
Magdalena Klimek uzyskała maturę w I Liceum Ogólnokształcącym im. Mikołaja Kopernika w Krośnie. Następnie studiowała na Wydziale Chemicznym Politechniki Wrocławskiej. Studia ukończyła w roku 1999 jako magister inżynier, specjalność: biotechnologia. Została pracownikiem naukowym a później adiunktem na Politechnice Wrocławskiej, gdzie 3 lipca 2003 uzyskała tytuł naukowy doktora nauk biologicznych w zakresie biochemii. Przebywała w 1999 roku na Uniwersytecie w Pawii, zaś w 2003 przez pół roku na Uniwersytecie w Ferrarze.
Po obronie dysertacji Mechanizmy procesów biodegradacji wybranych związków fosfonowych u grzybów pleśniowych na Wydziale Chemicznym Politechniki Gdańskiej została 8 października 2014 doktorem habilitowanym (dr hab.) nauk chemicznych w dziedzinie biotechnologii.
Jest wykładowcą akademickim i recenzentem prac doktorskich na Politechnice Wrocławskiej.
Córka Heleny i Bogusława Klimków. Od 20 września 2001 jest żoną Pawła Ochaba.